# Мартин IV
Папа Мартин IV (на латински: Martinus PP IV) роден Симон дьо Брион (на френски: Simon de Brion) е глава на Католическата църква, 189-ия поред в Традиционното броене.